# Platanthera grandiflora
Espèce
Classification phylogénétique
Platanthera grandiflora est une espèce de plantes à fleurs de la familles des Orchidaceae (les orchidées) présente en Amérique du Nord.

## Description
Elle mesure de 27 à 120 cm de haut. Elle possède de 2 à 6 feuilles qui peuvent mesurer jusqu'à 24 cm de long. Ses fleurs (de 30 à 65 fleurs par inflorescence) sont de couleur variant entre lavande et pourpre, en passant par un riche magenta. Elles apparaissent entre le mois de juin et août.
Il existe une variété de Platanthera grandiflora aux fleurs blanches (forma albiflora).
Son apparence est très similaire au Platanthera psycodes.

## Distribution
Habituellement, les plants de Plantanthera grandiflora sont peu nombreux à un même endroit, parfois même solitaires. Il existe toutefois des colonies pouvant dépasser une centaine de plants.
Au Canada, on retrouve le Platanthera grandiflora au Nouveau-Brunswick, à Terre-Neuve et au Labrador, en Nouvelle-Écosse, en Ontario, à l'Île-du-Prince-Édouard et au Québec.
Aux États-Unis, on peut rencontrer cette Platanthera au Connecticut, dans le Maine, au Maryland, au Massachusetts, dans le New Hampshire, dans le New Jersey, dans l'État de New York, en Caroline du Nord, en Ohio, en Pennsylvanie, dans le Rhode Island, au Tennessee, dans le Vermont, en Virginie et en Virginie-Occidentale.
Platanthera grandiflora peut s'hybrider avec Platanthera lacera et plus rarement avec Platanthera psycodes.

## Synonymes
- Orchis grandiflora
- Habenaria fimbriata
- Habenaria psycodes var. grandiflora